# Selkäsaaret (ö i Finland, Södra Savolax, S:t Michel, lat 61,48, long 27,99)
Selkäsaaret är en ö i Finland. Den ligger i sjön Saimen och i kommunen Puumala i den ekonomiska regionen  S:t Michel och landskapet Södra Savolax, i den södra delen av landet, 220 km nordost om huvudstaden Helsingfors. Öns area är 1,6 hektar och dess största längd är 190 meter i nord-sydlig riktning.  Notera att namnet antyder att det är fråga om flera öar.